# Quai Maréchal-Joffre (Lyon)
Pour les articles homonymes, voir Quai Maréchal-Joffre.
Le quai Maréchal-Joffre est une voie en rive gauche de la Saône dans le 2e arrondissement de Lyon, en France. Il relie le quai Tilsitt en amont et le quai Rambaud en aval, entre le pont d'Ainay (disparu) et le pont de la A6 à côté du pont Kitchener.

## Situation
Il commence côté amont (au nord) à la fin du quai Tilsitt, au coin de la place Janmot, (« square Jeanmot »), là où se trouvait anciennement le pont d'Ainay qui a disparu.
Il se termine côté aval (au sud) au pont de la A6 à côté du pont Kitchener, au début du quai Rambaud,. La place Gensoul est le marqueur habituel pour cette extrémité du quai, mais le quai dépasse cette place pour inclure la portion de berge de la grosse intersection au bout des ponts, sans maisons mais non sans constructions.
Sa longueur est d'environ 510 m (incluant cette intersection des ponts) et il comprend 10 numéros de maisons. Il fait face au quai Fulchiron.

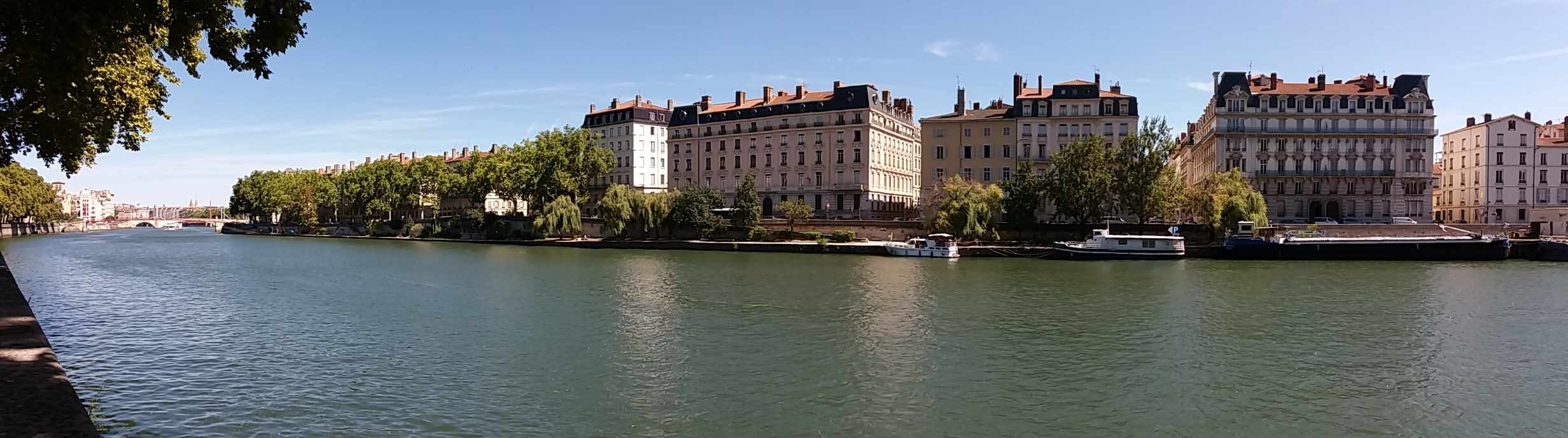
Quai Maréchal Joffre vu depuis le quai Fulchiron

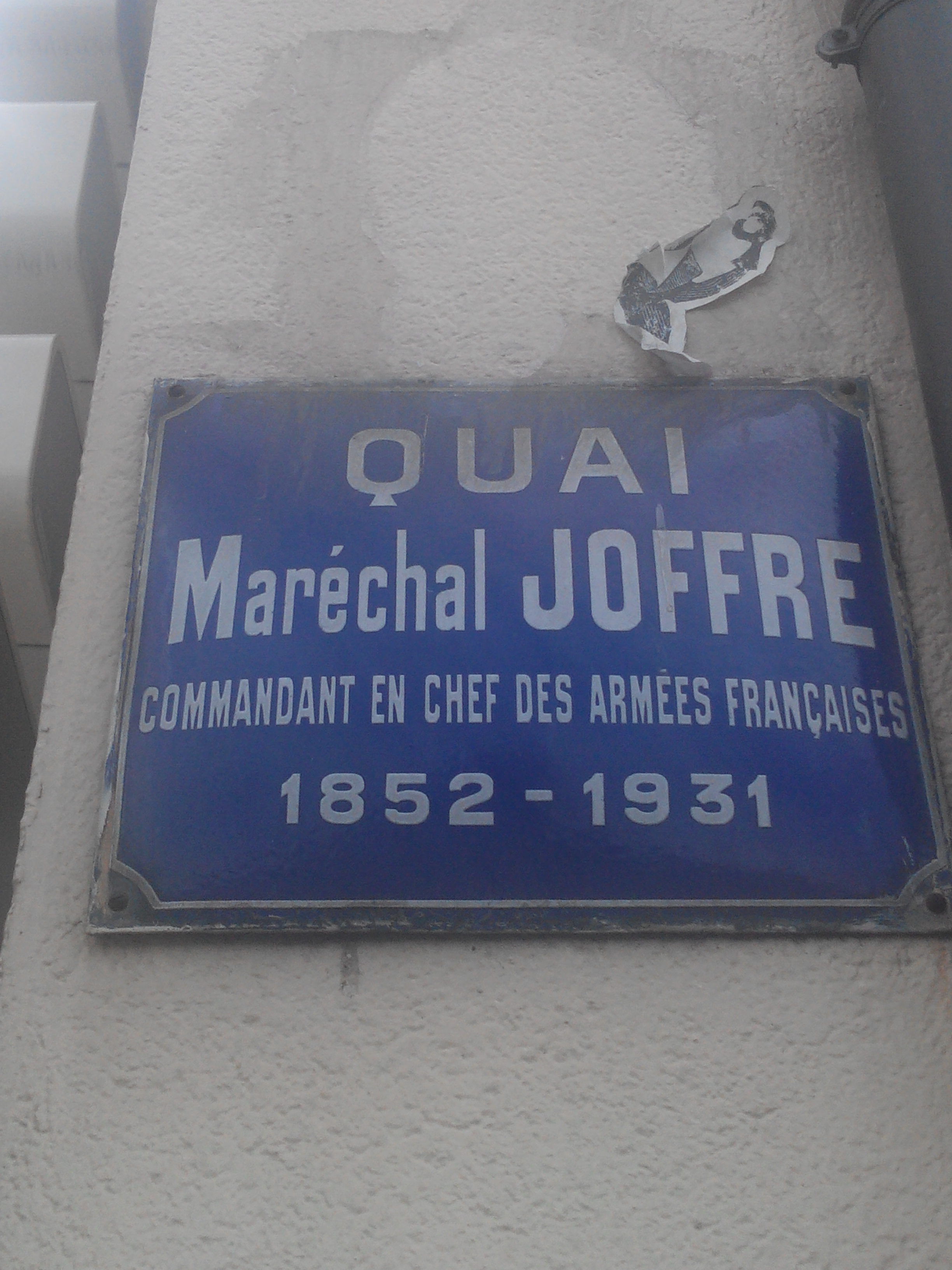
Plaque de rue au coin de la place Gensoul

## Origine du nom
Nommé en l'honneur du maréchal Joseph Joffre, ce quai a d'abord été le « quai d'Occident » et partie du quai Tilsitt.

## Histoire
En 2022, deux adolescents meurent sur une trottinette après avoir été percutés, sur la voie partagée bus-vélo du quai, par une ambulance. En conséquence, cette voie est élargie et sécurisée par la pose d’un muret en béton, désapprouvé par les riverains, et installé en attente d’un aménagement plus pérenne.

## Description

Le quai Joffre, vu vers le nord et vers l'amont
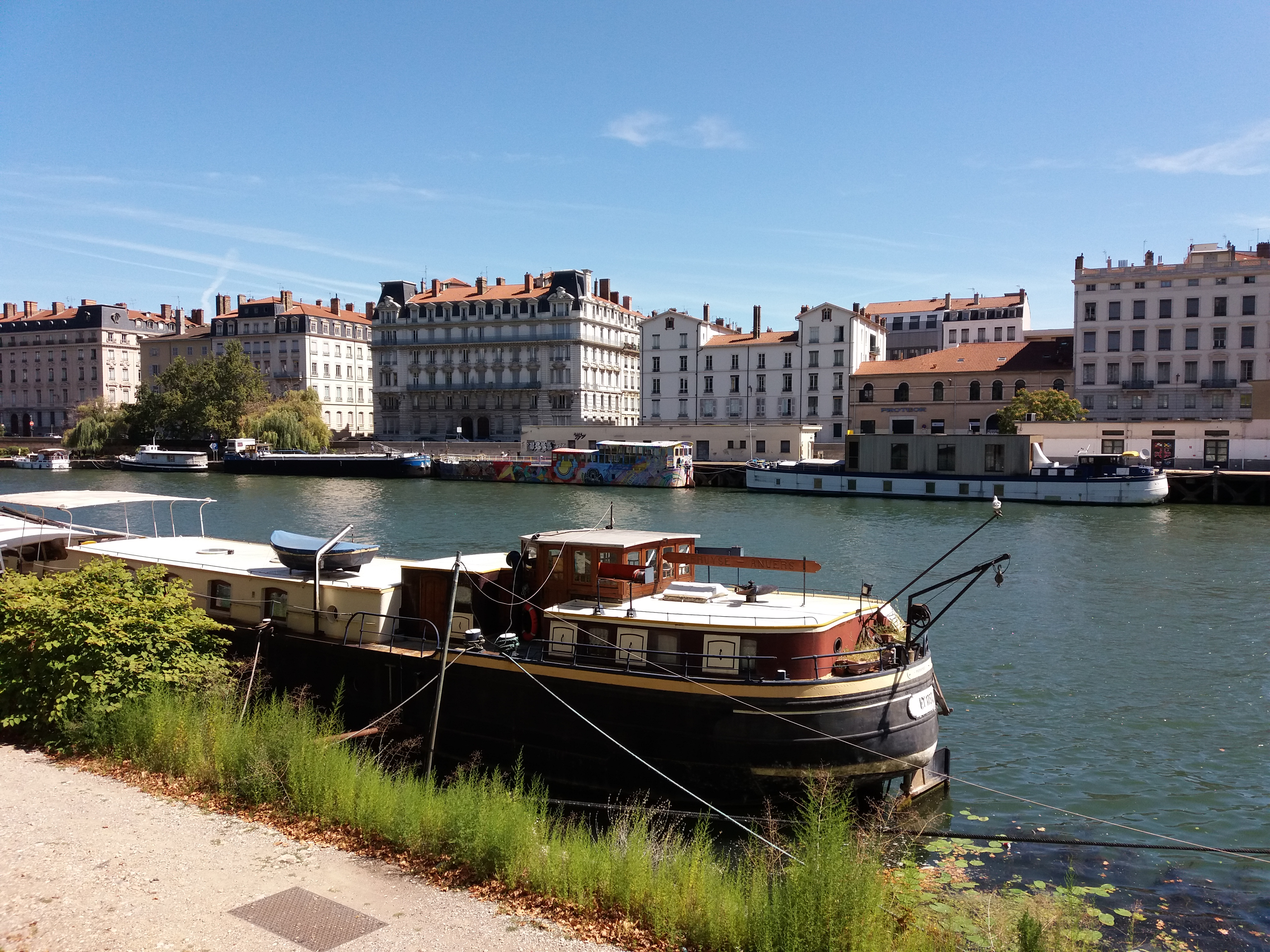
Le quai Joffre vu depuis le quai Fulchiron
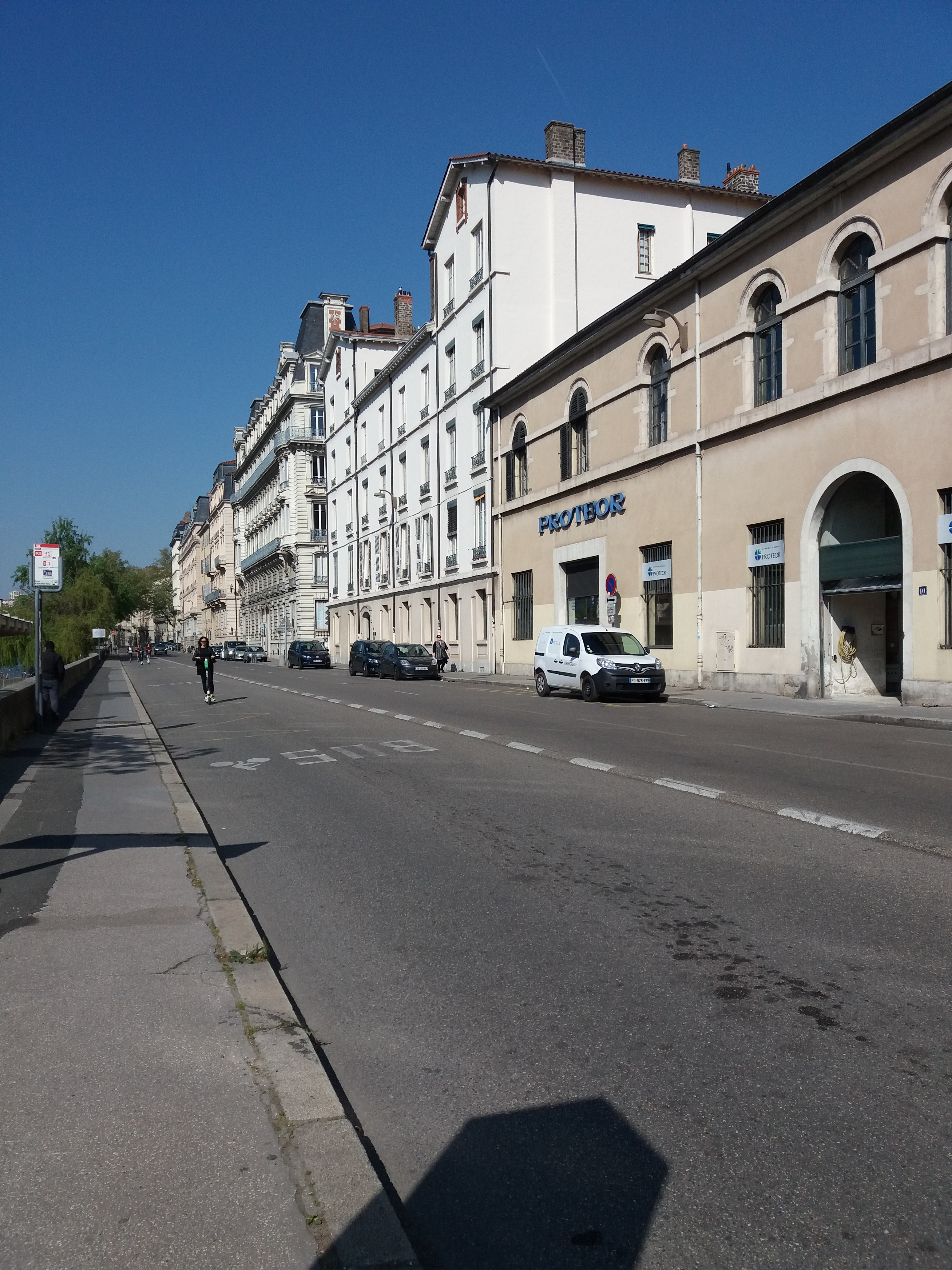
Tout à fait à droite, le n° 10 (dernier numéro du quai). À sa gauche, le n° 8.
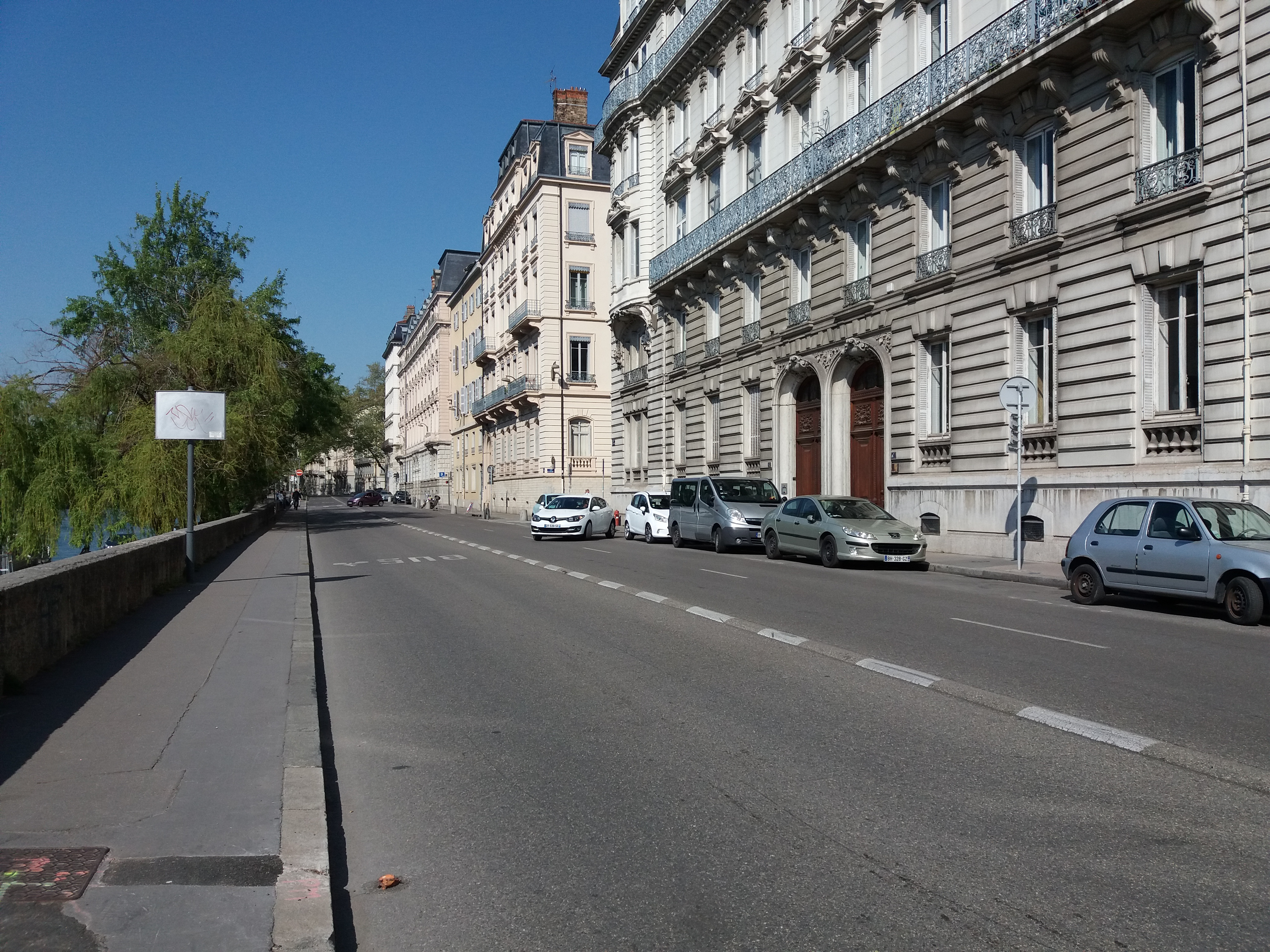
Les nos 6 et 7 en premier plan, et plus loin les nos 4 et 5.

La photo ci-dessus montre presque tout le quai. 

Le 2e bâtiment à droite, à deux étages dans les tons ocre clair, est le no 10 et le dernier numéro du quai : le bâtiment à droite n'a pas d'entrée sur le quai, il ouvre sur la place Gensoul. 

Le n° 8, qui jouxte le n° 10, est au coin de la rue de Condé. 

Le n° 6-7, très élégant, est entre la rue de Condé et la rue de Castries. Il date de 1897. 

Le n° 4-5 est entre la rue de Castries et la rue Franklin. Le n° 5 est dans le même style que les n° 6 et 7 ; le style du n° 4, pourtant mitoyen, est beaucoup plus simple. 

Le dernier bâtiment visible sur cette photo est le n° 2-3, très orné lui aussi.